# Liberia na Letnich Igrzyskach Olimpijskich 2016
Liberię na Letnich Igrzyskach Olimpijskich 2016 w Rio de Janeiro reprezentowało 2 zawodników. Był to 13 występ reprezentacji Liberii na letnich igrzyskach olimpijskich. Do tej pory żaden zawodnik z tego kraju nie zdobył medalu.

## Skład reprezentacji

### Lekkoatletyka
Liberyjscy atleci osiągnęli minima kwalifikacyjne.
| Zawodnik/Zawodniczka | Konkurencja    | Runda 1  | Runda 1 | Runda 2  | Runda 2 | Półfinał | Półfinał | Finał    | Finał   |
| Zawodnik/Zawodniczka | Konkurencja    | Rezultat | Pozycja | Rezultat | Pozycja | Rezultat | Pozycja  | Rezultat | Pozycja |
| -------------------- | -------------- | -------- | ------- | -------- | ------- | -------- | -------- | -------- | ------- |
| Emmanuel Matadi      | 100 m mężczyzn | BYE      | BYE     | 10,31    | 43.     | NQ       | NQ       | NQ       | NQ      |
| Emmanuel Matadi      | 200 m mężczyzn | 20,49    | 5.      | —        | —       | NQ       | NQ       | NQ       | NQ      |
| Mariam Kromah        | 400 m kobiet   | 52,79    | 38.     | —        | —       | NQ       | NQ       | NQ       | NQ      |